# Bezzia zonatipes
Bezzia zonatipes är en tvåvingeart som beskrevs av Tokunaga 1966. Bezzia zonatipes ingår i släktet Bezzia och familjen svidknott. Inga underarter finns listade i Catalogue of Life.